# Nolini Kanta Gupta
Ne pas confondre avec Kanta Gupta, mathématicienne.
Nolini Kanta Gupta (13 janvier 1889 à Faridpur dans l'actuel Bangladesh - 7 février 1983 à Pondichéry) est un écrivain et poète bengali, compagnon révolutionnaire et disciple de Sri Aurobindo (1873-1950).

## Publications

### Écrits en anglais
- Collected Works of Nolini Kanta Gupta. 1. The Coming Race. 2. Essays on Poetry and Mysticism. 3. The Yoga of Sri Aurobindo. 4 - 5. Light of Lights. 6 - 7. Sweet Mother. 8. Vedic Hymns, Sri Aurobindo Ashram, Pondicherry, 8 volumes. Première édition : 1970-1979.

### Traductions en français
- Le Yoga de Shrî Aurobindo in Shrî Aurobindo, Les Bases du Yoga, A. Maisonneuve, Paris, 1939.
- Vers la lumière, traduction française de Suryakumari, A. Maisonneuve, Paris, 1939.
- Vers les hauteurs, Sri Aurobindo Ashram Trust, Pondicherry, 1976. Poèmes avec en regard le texte original anglais : To the Heights.
- L'Idéal de Sri Aurobindo, Stock, Paris, 1980.

### Écrits en français
- Ave Mater, Sri Aurobindo Ashram Trust, Pondicherry, 1975. Recueil de poèmes écrits en français.

### Textes de Nolini Kanta Gupta
- (en) A Commentary on the First Six Suktas of Rigveda
- (en) A Commentary on the Katha Upanishad
- (en) An Introduction to the Vedas

### Biographie
- (en) Biographie